# Eiji Akaso
Eiji Akaso (prefettura di Osaka, 1º marzo 1994) è un attore e modello giapponese. noto per aver interpretato Ryuga Banjou in Kamen Rider Build. È rappresentato da Tristone Entertainment.

## Biografia
A causa del lavoro di suo padre, Eiji ha vissuto nel Wisconsin (USA) all'età di uno a quattro anni. Suo padre si è laureato all'Università del Wisconsin-Madison. È stato professore presso la Facoltà di Studi Esteri (Dipartimento di Linguistica) dell'Università di Nagoya Gakuin ed è diventato presidente dell'Università di Nagoya Gakuin nell'aprile 2020. Sua madre è un'insegnante di pianoforte.
Il fratello minore di Eiji, che ha quattro anni meno di lui, studia produzione cinematografica alla Osaka University of Arts.
È stato fortemente influenzato dai suoi genitori accademici e artistici. Ha iniziato a suonare il pianoforte all'età di tre anni fino alla scuola media. Si è diplomato alla Toho High School, una scuola privata, a Nagoya. Dopo il liceo, Eiji si è laureato in inglese nella stessa università, ma in seguito ha abbandonato gli studi per trasferirsi a Tokyo. Il suo desiderio di diventare un attore è germogliato alle scuole medie ed è stato anche influenzato dall'abitudine della sua famiglia di avere una serata al cinema una volta al mese. All'età di 19 o 20 anni, andò a Tokyo e fece un'audizione per un anno. Il fattore scatenante che ha portato Eiji ad abbandonare l'università e ad entrare nel mondo dello spettacolo è stata una chiamata del CEO della sua attuale agenzia nel 2014. A quel tempo, era ancora all'università e dovette prendere la decisione di iniziare allora o dopo la laurea all'età di 23 anni. Ha preso una decisione "ora o mai più" e ha abbandonato l'università per unirsi alla Tristone Entertainment.

## Carriera
Eiji è stato affiliato all'ufficio modelle di Nagoya "FORM JAPAN" quando era adolescente. Era attivo come modello e talento sotto il nome di Mamoru Akaso (赤楚衛, Akaso Mamoru). Nel 2010, è entrato a far parte del gruppo idol locale "BOYS AND MEN" a Nagoya, lavorando su spettacoli teatrali e apparizioni regolari di spettacoli di varietà. Si dice che Eiji abbia lasciato Boys and Men nel 2011. Inizialmente, è entrato nell'agenzia di intrattenimento perché voleva essere un attore e non un idolo.
Eiji ha vinto il Grand Prix all'audizione per modelli maschili di Samantha Thavasa nel 2013, che è diventato il punto di svolta per lui per l'audizione a Tokyo all'età di 19 anni. Nel 2015 si è trasferito alla sua attuale agenzia Tristone Entertainment, lavorando come attore e recitando in fiction televisive e film con il suo attuale nome d'arte.

## Filmografia

### Cinema
- No Longer Heroine, regia di Hanabusa Tsutomu (2015)
- Tsūgaku Series: Tsūgaku Densha/Tsūgaku Tochū, regia di Koji Kawano (2015)[11]
- Scoop!, regia di Hitoshi Ōne (2016)
- Kyō no Kira-kun, regia di Yasuhiro Kawamura (2017)
- Kamen Rider Heisei Generations Final: Build & Ex-Aid with Legend Rider, regia di Kazuya Kamihoriuchi (2017)
- Kamen Rider Build the Movie: Be the One, regia di Kazuya Kamihoriuchi (2018)
- Kamen Rider Heisei Generations Forever, regia di Kyohei Yamaguchi (2018)
- Love Me, Love Me Not, regia di Takahiro Miki (2020)
- Love Me, Love Me Not: The Animation, regia di Toshimasa Kuroyanagi (2020) - voce
- Keep Your Hands Off Eizouken!, regia di Tsutomu Hanabusa (2020)
- The Great Yokai War: Guardians, regia di Takashi Miike (2021)
- The Sunday Runoff, regia di Yûichirô Sakashita (2022)
- Cherry Magic! the Movie, regia di Hiroki Kazama (2022)
- Zombie 100 - Cento cose da fare prima di non-morire, regia di Yusuke Ishida (2023)[11]
- What If Tokugawa Ieyasu Became Prime Minister? (2024)
- 6 Lying University Students, regia di Sato Yuichi (2024)

### Televisione
- High School Chorus – serie TV, (2015)
- AKB Horror Night: Adrenalin no Yoru – serie TV, (2015)
- Never Let Me Go – serie TV, (2016)
- Tokyo Women's Guidebook – serie TV, (2016)
- Watashi ni Unmei no Koi nante arienai tte Omotteta – serie TV, (2016)
- Frankenstein's Love – serie TV, (2017)
- Samurai Gourmet – serie TV, (2017)
- Kamen Rider Amazons – serie TV, (2017)
- Kamen Rider Build – serie TV, (2017-2018)
- Kamen Rider Zi-O – serie TV, (2018)
- Innocence, Fight Against False Charges – serie TV, (2019)
- Watashi danna o shea shiteta – serie TV, (2019)
- Hey Teacher, Don't You Know? – serie TV, (2019)
- Keep Your Hands Off Eizouken! – serie TV, (2020)
- Gourmet Detective Goro Akechi – serie TV, (2020)
- Detective Yuri Rintaro – serie TV, (2020)
- Cherry Magic! Thirty Years of Virginity Can Make You a Wizard?! – serie TV, (2020)
- Cold Case – serie TV, (2021)
- Uchi no musume wa, kareshi ga dekinai!! – serie TV, (2021)
- Super Rich – serie TV, (2021)
- Hiru – serie TV, (2022)
- Ishiko and Haneo: You're Suing Me? – serie TV, (2022)
- Maiagare! – serie TV, (2022-2023)
- Kazama Kimichika: Kyojo Zero – serie TV, (2023)
- Pending Train – serie TV, (2023)
- Turn to Me Mukai-kun – serie TV, (2023)

## Doppiatori italiani
Nelle versioni in italiano nelle opere in cui ha recitato, Eiji Akaso è stato doppiato da:
- Jacopo Calatroni in Zombie 100 - Cento cose da fare prima di non-morire

## Riconoscimenti
| Anno | Premio                              | Categoria                         | Opera nominata       | Risultato | Ref.          |
| ---- | ----------------------------------- | --------------------------------- | -------------------- | --------- | ------------- |
| 2021 | WEIBO Account Festival a Tokyo 2020 | Attore popolare (Hot Topic Actor) | Magia delle ciliegie | Vinto     | [ 12 ] [ 13 ] |
| 2021 | LINE NEWS AWARDS 2021               | Premio Notizie Successive         | Categoria Attore     | Vinto     | [ 13 ] [ 14 ] |